# آیتکن اسپنس
آیتکن اسپنس (سینهالی: Aitken Spence) شرکت خوشه‌ای سری‌لانکایی است، که در سال ۱۸۶۸ تأسیس شد.